# (17197) Matjazbone
(17197) Matjazbone (2000 AC12) – planetoida z pasa głównego asteroid okrążająca Słońce w ciągu 3,72 lat w średniej odległości 2,4 j.a. Odkryta 3 stycznia 2000 roku.